# Església del Sagrat Cor (Amposta)
L'església del Sagrat Cor és un edifici d'Amposta inclòs a l'Inventari del Patrimoni Arquitectònic de Catalunya.

## Descripció
És de planta rectangular amb les interseccions dels costats corbes, format per dos cossos. El principal i de més alçada (12 m), té teulada a dues aigües. El segon cos, que correspon a la sagristia és més petit, de planta rectangular i menys alçada i cobert de teulada plana.
Les façanes laterals del cos principal no presenten cap motiu ornamental i l'únic element a destacar és el ritme originat per la distribució de les finestres aparellades distribuïdes en franges verticals al llarg de quasi tota l'alçada. La façana principal està dominada per una gran superfície vertical rectangular lleugerament còncava, centrada per una gran escultura de Jesús, i dalt de la mateixa tres obertures amb les campanes. Els materials constructius són l'acer, el formigó, el maó, les plaques de pedra artificial i el vidre.
L'interior és molt senzill, d'una nau sense capelles, amb tribuna als peus, absis pla amb una paret lleugerament còncava que connecta per dues portes laterals amb la sagristia.

## Història
Aquest edifici fou construït amb la creació de la nova parròquia sorgida pel creixement ciutadà. L'ornamentació és de la segona meitat de la dècada dels 70.